# アタック600
『アタック600』（アタック ろくまるまる）は、関西テレビで平日（月曜日 - 金曜日）は1984年10月1日から1997年3月28日まで（土曜日のみ1986年4月5日から1997年3月29日まで）放送された夕方の関西ローカルワイドニュース番組。

正式タイトルは『FNN KTVアタック600』（エフエヌエヌ ケイティーヴィー - ）→『FNNアタック600』。

## 番組概要
- 前身は、1978年10月2日から1984年9月28日までの18:30 - 18:53に放送していた『KTVアタック630』だったが、その前（18:00 - 18:30）の全国ニュース『FNNニュースレポート6:00』が『FNNスーパータイム』としてリニューアルされた際に、関西テレビでは、「アタック」のタイトルを継承した（オープニングテーマソングはスーパータイムと同じものを使用したがタイトルコールはなかった）。 お天気コーナー担当の日本気象協会職員・福井敏雄が一躍脚光を浴びたのもこの番組だった。

- なお、日曜日のみ17:30放送開始のため当初は『KTVニュース FNN』だったが、途中から『アタック530』という表題になった。

- その後、全国ネットのニュースが『FNNニュース555 ザ・ヒューマン』 → 『FNNスーパーニュース』と改題されると、関西テレビではそのタイトルに合わせつつ、『FNNスーパーニュースアンカー』のように若干のアレンジを加えることが恒例となっている。

- なお「アタック600」と同様、最後まで「スーパータイム」と名乗らなかったFNN系列の夕方ローカルニュースは、『FTVテレポート』（福島テレビ、1973年10月1日-1997年3月30日）と、『ニュースインおおいた』（テレビ大分、1978年10月2日-1997年3月30日）がある。これは、放送開始以来「スーパータイム」を名乗っていたテレビ静岡、テレビ愛媛、テレビ西日本とは対照的である。

## 歴代のタイトル・歴代のテーマ音楽について
- 全国版ニュースのタイトルが『FNNスーパータイム』から『FNNニュース555 ザ・ヒューマン』になった時、関西テレビではローカルパートのタイトルに「アタック」をかぶせた『アタック ザ・ヒューマン』に変更したが、同番組の終了に伴い1978年10月2日の『アタック630』放送開始から19年半受け継がれてきた「アタック」のタイトルは消滅した。

- この番組の初代オープニングでは、「スーパータイム」と同じテーマ曲（たかしまあきひこ作曲）に、同じオープニングタイトルのCGを使用した。ただし、タイトルの「スーパータイム」を「KTVアタック600」と差し替えた。前半20分のネットスポンサーの提供アナウンスも終了まで一貫してフジテレビからの音声を遮断して関西テレビのアナウンサーが読み上げたものに差し替えていた。なお、1988年4月から、「スーパータイム」のオープニングタイトルのCGが新しくなった際には、「KTVアタック600」と差し替えたものに更新した。
  - 1989年10月2日からは、「スーパータイム」のオープニングが短縮されたことに伴い、大阪市内に設置された情報カメラにタイトルCGが表示される形式に改められ、1991年9月28日まで使用された（『アタック530』も同様）。
  - 1991年9月30日から1995年9月30日までは、スクラッチを入れた音楽が使われ、以降番組終了までは、オリジナルのテーマ曲が使われた。
  - 番組最後のテーマ曲は、高知さんさんテレビの『SUNSUNザ・ヒューマン FNN』でも使われていた。
- 年末年始に全国ニュースが時間を短縮する場合でも当番組をそれに合わせて縮小したうえで休まず放送していた。 18:00スタート以外の場合は、当初こそ『KTVニュース FNN』のタイトルでの放送だったものの途中からは番組開始時刻に合わせてタイトルが変わるようになった。

## 出演者

### 平日版
メインキャスター
| 期間 | 期間      | 男性         | 女性            | 女性         |
| 期間 | 期間      | 男性         | 月 - 水         | 木・金       |
| --- | --------- | ------------ | --------------- | ------------ |
| 1984.10.1 | 1985.3.29 | 鈴木正勝2・3 | 多田仁美1・2・5 | 末広久子1    |
| 1985.4.1 | 1986.3.28 | 鈴木正勝2・3 | 里館博子1       | 里館博子1    |
| 1986.3.31 | 1990.3.30 | 鈴木正勝2・3 | 大上すずよ1     | 大上すずよ1  |
| 1990.4.2 | 1990.9.28 | 鈴木正勝2・3 | 波江野陽子1     | 波江野陽子1  |
| 1990.10.1 | 1994.3.31 | 山本浩之3・4 | 波江野陽子1     | 波江野陽子1  |
| 1994.4.1 | 1995.7.31 | 山本浩之3・4 | 阿部宏美1       | 阿部宏美1    |
| 1995.8.1 | 1997.3.28 | 山本浩之3・4 | 中島優子3・4    | 中島優子3・4 |
| 1. フリーアナウンサー。 2. 『アタック630』より続投。 3. 関西テレビ所属アナウンサー（当時）。 4. 『アタック ザ・ヒューマン』も続投。 5. 多田は、後に中部日本放送（CBC）アナウンサーとなり、『CBCニュースワイド』などのキャスターを務めた。 |           |              |                 |              |

レポーター（番組内では「アタッカー」と表記）
- 杉山一雄
- 梅田淳

ニュースデスク（鈴木正勝キャスター時代に関西テレビ報道部のスタジオから出演）
- 鈴木敏郎
- 関純子

スポーツコーナー
- 梅田淳
- 大橋雄介
- 豊田康雄[1]

お天気コーナー
- 福井敏雄
- 関純子
- 吉岡美賀子[1]
- 八尾三十四

### 土曜版
キャスター
- 塩田利幸
- 馬場鉄志
- 岡本栄
- 石巻ゆうすけ
- 杉山一雄

## 主な番組進行

### 平日版
- 18:00 - オープニングトーク - （男性のメインキャスターが「それでは東京からの主な項目です」と言った直後に）東京のスタジオから全国ニュース（中断CMあり）
- 18:20 - 全国パート - ローカルパートへ（提供スーパーが流れる）
- 18:22 - 関西ローカルニュース、特集（中断CMあり）
- 18:40 - スポーツニュース（関西ローカルのみ）
- 18:53 - 天気予報、エンディング

※コーナー切り替えごとにCMが入る（CM時に流れるジングルについては、初代と二代目はフジテレビと同一だったが、フジテレビの三代目以降のジングルは関西ローカルパートでは採用されず、暫くは引き続き二代目のものを使っていた。その後の関西ローカルパートのジングルはテーマBGMを短く編集したものに落ち着いた）。

### 土曜版
- 18:00 - オープニング、東京のスタジオから全国ニュース、スポーツニュース（中断CMあり）
- 18:20 - 関西ローカルニュース、天気予報、エンディング

※コーナー切り替えごとにCMが入る。

## オープニングの流れ

### 平日
- 1984年10月1日 - 1989年9月29日
  - タイトル映像と提供スポンサーの部分は、当時の全FNN系列局と同じく、『スーパータイム』の地球CGをバックにしたものである。提供テロップの部分はフジテレビ送出の映像に切り替えていた（音声は関西テレビから送出）。続けて、大阪のスタジオからキャスターの挨拶の後、東京に接続しヘッドラインに入る（5項目中後半2項目は関西テレビ側で差し替え）。
- 1989年10月2日 - 1991年9月27日
  - 関西テレビのお天気カメラ映像をバックにタイトルロゴと提供スポンサー（クレジットは関西テレビ出しであるが、テロップ自体はフジテレビと同じものを使用）。ただしBGMは1989年9月以前のバージョンをそのまま使用し、大阪のスタジオからのキャスター挨拶の際も流れ続けていた。続けてヘッドライン（後半は関西テレビ側で差し替え）の後、東京のスタジオに切り替わる。
- 1991年9月30日 - 1993年3月31日（ここから2代目BGM）
  - BGMが変更された以外は大きな変化がない。但し、それまで提供クレジット終了後に映像がスタジオに切り替わっていたのが、提供クレジットの途中で切り替わるようになっていた。
- 1993年4月1日 - 1994年9月30日
  - 効果音とともに大阪のスタジオからキャスターが登場し挨拶を行う。効果音自体はフジテレビ版のキャスター挨拶の際のロゴアニメーションのものと同一であるが、ロゴは登場せず即、挨拶に入る。その後、ヘッドライン（後半は関西テレビ側で差し替え）に続けて、タイトルロゴと提供スポンサー（これ以降タイトル部分は再び全編お天気カメラ映像となる）の後、東京のスタジオに切り替わる。
- 1994年10月3日 - 1995年9月29日
  - 東京からのヘッドラインからスタート（その冒頭に関西テレビ出しのタイトルアニメーションが重ねられる）。前半2項目終了した後に大阪のスタジオからキャスターの挨拶（冒頭で1994年9月30日以前と同じ効果音を挿入）、続けてヘッドライン1項目の後、お天気カメラ映像をバックにタイトルロゴと提供スポンサー。東京のスタジオに切り替わる。
- 1995年10月2日 - 1996年9月27日（ここから3代目BGM）
  - 定刻より30秒早いフライングスタートを実施。テーマ曲をバックに、大阪からトップニュースのヘッドライン1項目に続き、キャスター挨拶。定刻と同時にフジテレビ送出の映像に切り替わりヘッドライン。前半2項目終了した後に、自社送出に戻しローカルニュースのヘッドライン2項目。続けて、大阪市内のお天気カメラ映像をバックにタイトルロゴと提供スポンサー。提供クレジット終了後、フジテレビ送出の映像に戻る。
- 1996年9月30日 - 1997年3月28日
  - それまでと同様にフライングスタートを実施。17:59.45から15秒間、関西テレビのスタジオからキャスター挨拶を行った後（冒頭で1994年9月30日以前と同じ効果音を挿入）山本が全国ニュースのトップ項目を紹介。その後中島が「『アタック600』、スタートです」と言ったところでフジテレビ送出の映像に切り替わり、オープニングタイトルになる。この時期は『スーパータイム』側でのオープニング演出が大幅に簡略化されたため、18:00ちょうどにオープニングタイトルが5秒間流れた後すぐにフジテレビ側のキャスター、露木茂・松山香織が登場するようになっていた[注釈 1]。

### 土曜日
- 1986年4月5日 - 1989年9月30日
  - 平日版同様、『FNNスーパータイム』と同一バックによるタイトル映像と提供スポンサー（ただし1986年3月29日以前の日曜日は別）。その後、ヘッドライン（全国版のみ）。
- 1989年10月7日 - 1991年9月28日
  - 平日版同様、お天気カメラをバックにタイトルロゴと提供スポンサー。その後、ヘッドライン（全国版のみ）。BGMは平日版とは異なり、同時期のフジテレビと同じバージョンが使われていた。
- 1991年10月5日 - 1993年3月27日（ここから2代目BGM）
  - BGMが変更された以外は従前と変化なし。
- 1993年4月3日 - 1994年10月1日
  - 効果音（フジテレビではロゴアニメーションが入るが、関西テレビでは効果音のみでロゴは一切なし）とともに東京のスタジオからキャスターが登場し、ヘッドラインへの導入を行う。ヘッドライン（全国版のみ）に続けて、関西テレビ出しでお天気カメラをバックにタイトルアニメーションと提供スポンサー。
- 1994年10月8日 - 1995年9月30日
  - 東京からのヘッドライン（全国版のみ。平日版同様に冒頭に関西テレビ出しのタイトルアニメーションが重ねられる）からスタート。続けて、関西テレビ出しでお天気カメラをバックにタイトルアニメーションと提供スポンサー。
- 1995年10月7日 - 1996年9月28日（ここから3代目BGM）
  - BGMが変更された以外は従前と変化なし。
- 1996年10月5日 - 1997年3月29日（この時期は週末のみフジテレビと同一BGM）
  - 平日版のようなフライングスタートはなく、フジテレビ出しの映像をバックに関西テレビ出しのタイトルアニメーションが重ねられるだけである。BGMはフジテレビと同じであるがタイトルコールは入らない。

## 放送時間
すべてJST
- 1984年10月1日 - 1986年3月28日 月曜日 - 金曜日 18:00 - 18:54
- 1986年3月31日 - 1995年9月30日 月曜日 - 金曜日 18:00 - 19:00、土曜日 18:00 - 18:30
- 1995年10月2日 - 1996年9月28日 月曜日 - 金曜日 17:59.30 - 19:00、土曜日 18:00 - 18:30
- 1996年9月30日 - 1997年3月28日 月曜日 - 金曜日 17:59.45 - 19:00、土曜日 18:00 - 18:30

## エピソード
- 1994年8月3日の放送では、『アタック600in関西空港』と題して、開港まで約1か月となった関西国際空港の滑走路からローカルパートのほぼ全編に渡って生中継を実施した。しかしこの日、兵庫県三田市のJR福知山線で列車とトラックが衝突し、列車が脱線する死傷事故があり内容が一部変更されている。
- 2017年8月7日に放送された、当時山本が総合司会を務めていた情報番組『ちちんぷいぷい』（毎日放送）において、番組終了間際に締めの挨拶を行った際「今日の『アタック600』はこれで失礼致します。どうもありがとうございました」と発してしまった。直後にパネラーのハイヒール･リンゴが「『ぷいぷい』ですよ」と山本に間違いを指摘。本番終了後、山本へ同じくパネラーのたむらけんじは「（古巣の）関テレ戻りたいんですか?」と言葉を浴びせた。その後、同年8月14日の放送のエンディングでこの事に触れた際、山本は「この日は台風情報をメインに放送していて[注釈 2]、関テレ時代にずっと（当番組を）やっていたからふっと出てしまったんじゃないか」と回顧した。